# 第52回NHK紅白歌合戦
『第52回NHK紅白歌合戦』（だいごじゅうにかいエヌエイチケイこうはくうたがっせん）は、2001年（平成13年）12月31日にNHKホールで行われた、通算52回目の『NHK紅白歌合戦』。19時30分 - 21時25分および21時30分 - 23時45分にNHKで生放送された。

## 概要
21世紀最初の紅白は、生放送娯楽番組におけるリアルタイム字幕放送を世界初実施。テーマは「21世紀　夢・新たなる」

### 司会者について
- 当時NHK会長だった海老沢勝二の「NHK色を強めたい」との強い意向により、今回から第55回（2004年（平成16年））まで司会陣が同局アナウンサーで固められた（局アナのみの司会は海老沢による数年前からの念願だった）。今回は両組司会を有働由美子（前回は審査員リポート。前回を含め数年前から司会候補に挙がっていた）・阿部渉（前回はラジオ実況）、総合司会を三宅民夫が務めた。また、司会が全員同局のアナウンサーとなったのは第7回（1956年（昭和31年））以来45年ぶりである[2][3]。
- 司会陣をNHKアナウンサーで固めたため、カンニングペーパー無しで、4時間半の番組の台本・進行すべてを暗記して臨もうということになったという[4]。
- 司会人選に関する報道は以下の通り。
  - 『週刊新潮』（2001年9月6日号） - 「紅組司会はこの年上期の連続テレビ小説『ちゅらさん』のヒロインおよび『思い出のメロディー』の司会を務めた国仲涼子が有力」[5]
  - 『デイリースポーツ』（2001年9月7日付） - 「紅組司会の候補に有働、膳場貴子、森田美由紀（NHKアナウンサー）が挙がる」
  - 『週刊ポスト』（2001年9月28日号） - 「紅組司会に国仲が急浮上」[6]
  - 『スポーツ報知』（2001年10月15日付） - 「両組司会は翌年の大河ドラマ『利家とまつ〜加賀百万石物語〜』の主演同士である松嶋菜々子・唐沢寿明が最有力」
  - 『日刊スポーツ』（2001年10月15日付） - 「紅組司会はこの年モーニング娘。を卒業した中澤裕子が有力候補に挙がっている。白組司会は唐沢が候補。その他、紅組司会の候補に藤原紀香、国仲の名前が挙がる。白組司会の候補に『いっきにパラダイス』の司会・五木ひろし、『ちゅらさん』にヒロインの父親役で出演した堺正章らが挙がる」
  - 『サンケイスポーツ』（2001年10月15日付） - 「両組司会は有働・堂本光一（KinKi Kids。当時『ポップジャム』の司会）が有力」
  - 『東京中日スポーツ』（2001年10月15日付） - 「両組司会は有働・唐沢が有力」
  - 『夕刊フジ』（2001年10月15日付） - 「両組司会の候補に国仲・堺が挙がる。紅組司会の候補に有働や膳場も挙がる。総合司会は宮本隆治（当時NHKアナウンサー）の続投で決定」
  - 合田道人『紅白歌合戦の真実』 - 「両組司会は国仲・堺が有力視された」
- なお、前回まで3年連続で紅組司会を務めた久保純子（当時NHKアナウンサー）はこの時産休中であり、司会候補から消えていた。
- 今回の司会発表会見はNHK放送センターとNHK大阪放送局を中継で繋ぐ異例のスタイルとなった（有働が大阪局で番組収録を行っていたため）。有働は「久保ちゃんの産休代理です。NHKも思い切ったことやるなぁ」と笑いを誘った[7]。また有働は大阪の女性達から「紅白司会者、決まったなぁ」「でもなぁ、綺麗じゃないアナウンサーが司会なんて、初めてとちゃうか?」「でもええわ。わてらでもできるって人で良かったわぁ」との話を聞かされたという[8]。

### 当日のステージ
- 名前表示は以前丸ゴシック体（ナール）であったが、今回は司会・審査員・ゲストおよびポップス系の歌手は角ゴシック体、演歌系の歌手は楷書体という風に分けられていた。これは第54回まで続いた。但し、BSハイビジョンでは16:9画角前提の位置にテロップを挿入する関係上、今回と翌年の第53回では全てのテロップで従来通りナールを使用し、地上デジタル放送でのハイビジョン放送が始まる第54回から全テレビ放送波でテロップが地上波と同一の物かつ表示位置が4:3画角内の位置に揃えられる事となった。
- Kiroroは『ちゅらさん』の主題歌だった「Best Friend」を歌唱した。曲前には、同作出演者である平良とみ（審査員）とゴーヤマン（応援ゲスト）、ガレッジセール（応援ゲスト）が登場した。
- 安室奈美恵の「say the word」歌唱時、歌詞を間違えるハプニングが発生した。
- 小林幸子は前回「豪華衣装で出演するのは最後」との発言をしていたが、今回も『Flower of dream』と題した豪華衣装を披露した。大型舞台装置を止めて人力に替えたというのが真相であった（和田アキ子は紅白の出場歌手が発表される以前から衣装を制作している小林に否定的な考えを持っており、この件がきっかけで2人の間に確執が生じた[9]）。
- ザ・ドリフターズが、この紅白の出場者の最大の目玉として、この年の『第33回思い出のメロディー』に続き出場。歌唱時の衣装は、TBS系列で放送されていた『8時だョ!全員集合』のオープニングで有名な揃いの着物にタスキ・鉢巻だった。また、ショーコーナー「Kids Dream」開始前にいかりや長介が登場し、『8時だョ!全員集合』（実際には「8時4分過ぎだョ!全員集合」であった[10]）コールを行った。ショーコーナーでは『全員集合』の名物コーナーであった「少年少女合唱隊」が「紅白対抗! 少年少女聖歌隊」として一夜限りの復活、出演者は『全員集合』同様、ベレー帽とスモックを着用したが[11]、紅組は赤、白組は白と分け、内容は『早口言葉』を行った[12]。2004年（平成16年）にいかりや、2020年（令和2年）に志村けん、2022年（令和4年）に仲本工事が死去した事もあり、ドリフにとって正式な出場歌手としては最初で最後の紅白出場となった。
- 氷川きよしの応援には前回に引き続きビートたけしと志村が時代劇の悪党の格好で登場した。
- Re:Japanは「明日があるさ」を披露。ダウンタウンは第46回（1995年）以来の出演でコンビでは初出場、それ以外のメンバーは全員最初で最後の出演・出場となっている[13]。
- 前半の演歌対決で歌手席が第40回（1989年（平成元年））以来12年ぶりに復活した。
- 森昌子が、当時夫であった森進一（2005年4月に離婚）にエスコートされて、久々の紅白のステージに登場した。昌子自身の往年のヒット曲メドレー（「せんせい」、「哀しみ本線日本海」、「越冬つばめ」）を歌唱し、大きな歓声に包まれた。尚、この事は息子たちには明らかにしたくないという昌子側の意向から番組を見せない様に実母に依頼した事や、リハーサルを一切行わずのぶっつけ本番で歌唱後はすぐさま帰宅した事を後に述懐している[14]。

- 人気アンケートで上位にランクインしたキム・ヨンジャが復帰出場し、過去に発売中止になったこともある「イムジン河」を、翌年の2002 FIFAワールドカップにちなんで歌った。曲目発表時ではキムが「トリ内定」との推測も流れた[15]。
- 堀内孝雄は同じ大阪府出身で親友であり、この年亡くなった河島英五の代表曲「酒と泪と男と女」を本人の映像と一緒に歌った（なお、河島本人は紅白に1回出場＜第42回＞したが、同曲は歌唱していない[16]）。客席で観覧していた河島の息子から「堀内さん、ありがとう!」の大声が上がると、堀内は男泣きしながら「英五…酒は飲んでるか? 声を高らかに歌っているか? そしてお前が好きだった、龍馬には逢えたか? もう何も言うまい。さらば、英五…」と言い残し、涙の熱唱となる。歌唱終了後の堀内は「英五、有難う!!」と右手を挙げ叫びながら締め括ったが、その光景を見続けていた阿部も、思わずもらい泣きする場面があった。
- ゴスペラーズは郷ひろみのバックコーラスとしても歌い、事実上2曲歌ったことになった。「この世界のどこかに」をゴスペラーズが楽曲提供し、実際にコーラス参加していたため。また、郷は本紅白出場を最後に2005年（平成17年）まで活動休止となった。
- 特別ゲストとして木村弓が出演し、アニメ映画『千と千尋の神隠し』の主題歌「いつも何度でも」を歌った。また、テレビ東京系アニメ『とっとこハム太郎』のハムちゃんず（ハム太郎・リボンちゃん・まいどくん）とこの年の12月に公開された映画『とっとこハム太郎 ハムハムランド大冒険』のミニハムず（の着ぐるみ）が登場し、ミニモニ・モーニング娘。の5期メンバー（新垣里沙、小川麻琴、高橋愛、紺野あさ美）・子供ダンサーと共に「ハム太郎とっとこうた」を歌った[17]。
- 紅組トリは25回出場を果たした和田アキ子の「夢」。
- 白組トリおよび大トリは北島三郎の「山」。
- 優勝は白組。優勝旗を受け取った阿部は号泣した。一方、有働は紅組歌手に励ましを受け「来年頑張りましょうね」と述べた。なお、有働は翌年の紅組司会の際にリベンジを果たしている。
- 歌手別の最高視聴率（ビデオリサーチ社調べ）は関東地区ではCHEMISTRYと氷川きよしの52.4%、関西地区では吉幾三の56.6%[18]。

### エピソード
- 審査員として長嶋茂雄（前回の審査員）、イチローらに出演を打診したが、スケジュールの都合で辞退した[19]。
- キャイ〜ンが応援ゲストとして出演しており、ウド鈴木が有働に扮装して登場する場面があった。その際、天野ひろゆきは有働に「有働さんも変装はお得意だとお聞きしておりますが」と言った[20]。
- この年はザ・ドリフターズやRe:Japanの歌手としての出場や、『8時だョ!全員集合』の「少年少女合唱隊」の復活、コロッケ・ウド鈴木・爆笑問題のゲスト出演など、お笑い・バラエティ色の強さが目立った[21]。
- この年下期の連続テレビ小説『ほんまもん』に触れた演出は特に行われなかった。ただし、同作出演者の小林幸子、花紀京（Re:Japan）が出場歌手に選ばれている[22]。
- 有働は本番直前に本番で失敗するという夢ばかり見たという。当日は緊張感と寝不足でわけの分からない状態で迎えたとし、本番終了後は担当者と抱き合い泣いたと話す。本人曰く  「紅白はやるものではなく、見るものである」「今回の司会で5歳老けた」[23]。また、有働は本番中舞台袖の布をカーテンとしたスペースで着替えをしていた際、谷村新司が「うどちゃん頑張ってね」と布をめくって覗いていったことを明かしている。着替えに集中していて「ありがとうございます」と普通に返したが、その時はTバックの下着以外一糸纏わぬ姿だったという[24]。
- 本番終了後に開かれた出演者の打ち上げ会の後、有働やスタッフはカラオケボックスに行き、1曲目から本紅白の全曲を入れて司会者が紹介するということを行った[25]。
- 今回の司会陣の評判について、「聴き取りやすい」「安定感がある」と好評意見が多く寄せられた。そして、これが要因となり翌年の第53回も3人揃って司会続投となった。

## 司会者
- 紅組司会：有働由美子（東京アナウンス室）
- 白組司会：阿部渉（東京アナウンス室）
- 総合司会：三宅民夫（東京アナウンス室）
- 審査員リポーター：膳場貴子（東京アナウンス室）
- ラジオ中継：小野文惠、高市佳明（いずれも東京アナウンス室）

## メイン演奏
- 三原綱木とザ・ニューブリード・東京放送管弦楽団（指揮 三原綱木）

## 審査員
- 栃東大裕（大相撲・大関）：この年の大相撲九州場所で好成績を挙げ大関に昇進。
- 川原亜矢子（ファッションモデル・女優）：この年の大河ドラマ『北条時宗』の近衛宰子役。
- 室伏広治（陸上選手）：この年の世界陸上エドモントン大会陸上男子ハンマー投で銀メダル獲得。
- 竹田恆和（JOC会長）：この年JOC会長に就任。
- 松岡佑子（翻訳家）：この年話題となった児童小説『ハリー・ポッターシリーズ』の日本語版翻訳を担当。
- 唐沢寿明（俳優）：翌年の大河ドラマ『利家とまつ〜加賀百万石物語〜』の主人公・前田利家役。
- 平良とみ（女優）：この年上期の連続テレビ小説『ちゅらさん』の古波蔵ハナ役。
- 天海祐希（女優）：『利家とまつ〜加賀百万石物語〜』のはる役。
- 藤田宜永（作家）：この年『愛の領分』で第125回直木賞受賞。
- 森下洋子（バレリーナ）：この年松山バレエ団団長に就任。
- 出田幸彦・NHK番組制作局長
- 客席審査員（NHKホールの観客全員）

## 大会委員長
- 板谷駿一･NHK放送総局長

## 出場歌手
紅組、      白組、      企画、      初出場、      返り咲き。
| 曲順 | 組   | 歌手名             | 回 | 曲目                               |
| ---- | ---- | ------------------ | -- | ---------------------------------- |
| 1    | 紅   | 松浦亜弥           | 初 | LOVE涙色                           |
| 2    | 白   | えなりかずき       | 初 | おいらに惚れちゃ怪我するぜ!        |
| 3    | 紅   | ZONE               | 初 | secret base〜君がくれたもの〜      |
| 4    | 白   | DA PUMP            | 4  | CORAZON                            |
| 5    | 紅   | 原田悠里           | 3  | 三年ぶりの人だから                 |
| 6    | 白   | 山川豊             | 9  | 泣かないで                         |
| 7    | 紅   | MAX                | 5  | Feel so right                      |
| 8    | 白   | 河村隆一           | 2  | ジュリア                           |
| 企画 | 企画 |                    |    | Kids Dream                         |
| 9    | 紅   | 藤あや子           | 10 | ふたりの絆                         |
| 10   | 白   | 山本譲二           | 10 | しあわせの青い鳥                   |
| 11   | 紅   | 八代亜紀           | 23 | これからがある                     |
| 12   | 白   | 鳥羽一郎           | 14 | 志摩半島                           |
| 13   | 紅   | Every Little Thing | 5  | fragile                            |
| 14   | 白   | TOKIO              | 8  | メッセージ                         |
| 15   | 紅   | 中村美律子         | 9  | 港町情話                           |
| 16   | 白   | 前川清             | 11 | 大阪                               |
| 17   | 紅   | 香西かおり         | 10 | 楽しい人が好き                     |
| 18   | 白   | 細川たかし         | 27 | 北の五番町                         |
| 19   | 紅   | モーニング娘。     | 4  | Mr.Moonlight〜愛こそがザ☆ピ〜ス!〜 |
| 20   | 白   | 吉幾三             | 16 | 出逢いの唄                         |
| 21   | 紅   | 長山洋子           | 8  | 遠野物語                           |
| 22   | 白   | 西城秀樹           | 18 | Jasmine                            |
| 23   | 紅   | 伍代夏子           | 12 | 九十九坂                           |
| 24   | 白   | 布施明             | 18 | ア・カペラ                         |
| 25   | 紅   | 小柳ゆき           | 2  | remain〜心の鍵                     |
| 26   | 白   | 加山雄三           | 16 | 旅人よ                             |

| 曲順 | 組   | 歌手名               | 回 | 曲目                                         |
| ---- | ---- | -------------------- | -- | -------------------------------------------- |
| 27   | 白   | ゴスペラーズ         | 初 | ひとり                                       |
| 28   | 紅   | 浜崎あゆみ           | 3  | Dearest                                      |
| 29   | 白   | Gackt                | 初 | ANOTHER WORLD                                |
| 30   | 紅   | 小林幸子             | 23 | 夢の涯て〜子午線の夢〜                       |
| 31   | 白   | ウルフルズ           | 2  | 明日があるさ新世紀スペシャル                 |
| 31   | 白   | Re:Japan             | 初 | 明日があるさ新世紀スペシャル                 |
| 32   | 紅   | Kiroro               | 3  | Best Friend                                  |
| 33   | 白   | 氷川きよし           | 2  | 大井追っかけ音次郎                           |
| 34   | 紅   | 島津亜矢             | 初 | 感謝状〜母へのメッセージ〜                   |
| 企画 | 企画 |                      |    | ワールドカップ・ウェルカムショー!            |
| 35   | 白   | 郷ひろみ             | 22 | この世界のどこかに                           |
| 36   | 紅   | 安室奈美恵           | 7  | Say the word                                 |
| 37   | 白   | ザ・ドリフターズ     | 初 | ドリフのほんとにほんとにご苦労さんスペシャル |
| 38   | 紅   | 松田聖子             | 15 | 瑠璃色の地球2001                             |
| 39   | 白   | 森進一               | 34 | それは恋                                     |
| 40   | 紅   | 坂本冬美             | 14 | 凛として                                     |
| 企画 | 企画 |                      |    | 紅白対抗!少年少女聖歌隊                      |
| 41   | 紅   | 由紀さおり・安田祥子 | 10 | 花〜すべての人の心に花を〜                   |
| 42   | 白   | CHEMISTRY            | 初 | You Go Your Way                              |
| 43   | 紅   | キム・ヨンジャ       | 3  | イムジン河                                   |
| 44   | 白   | 谷村新司             | 14 | 陽はまた昇る                                 |
| 45   | 紅   | 森昌子               | 14 | 森昌子メモリアルスペシャル                   |
| 46   | 白   | 美川憲一             | 18 | 恋女                                         |
| 47   | 紅   | 石川さゆり           | 24 | 涙つづり                                     |
| 48   | 白   | 堀内孝雄             | 13 | 酒と泪と男と女                               |
| 49   | 紅   | 川中美幸             | 14 | 大河の流れ                                   |
| 50   | 白   | さだまさし           | 13 | きみを忘れない〜タイムカプセル〜             |
| 51   | 紅   | 天童よしみ           | 6  | 春が来た                                     |
| 52   | 白   | 五木ひろし           | 31 | 逢いたかったぜ                               |
| 53   | 紅   | 和田アキ子           | 25 | 夢                                           |
| 54   | 白   | 北島三郎             | 38 | 山                                           |

「Kids Dream」の曲目・歌手は次の通り。
- 「ミニモニ。ジャンケンぴょん!」：ミニモニ。
- 「ハム太郎とっとこうた」：ハムちゃんず
- 「いつも何度でも」：木村弓
- 「さんぽ」：出場歌手全員

### 選考を巡って
- 島津亜矢が初出場。なお、翌年以降出場から遠ざかったが、第66回（2015年）で復帰を果たした。
- 1986年（昭和61年）に結婚を機に芸能界を引退していた森昌子（この間もテレビにゲスト出演することはあった。本紅白出場を機に翌年より芸能活動を限定的に再開していき、離婚後の2006年（平成18年）4月に正式復帰した）が、紅組司会を兼任した第36回（1985年）以来16年ぶり14回目の復帰出場を果たす[30]。
- キム・ヨンジャが第45回（1994年）以来7年ぶりに復帰。今回のキムのケースを皮切りに第60回（2009年）まで9年連続で韓国出身アーティストの選出が行われた。
- 前回落選したKiroro（この年上期の連続テレビ小説『ちゅらさん』の主題歌「Best Friend」を担当）が第50回（1999年）以来2年ぶりに復帰。同ボーカルの玉城千春が喉を痛めていたので、本紅白への出演を最後に活動休止となった[31]。その後、グループとしての再出場は実現していないが、第58回（2007年（平成19年））にて金城綾乃が同回初出場した馬場俊英のキーボード演奏として紅白に出演した。
- 谷村新司と堀内孝雄が揃って2年ぶりの出場を果たす。前回2人はアリスとして出場（初出場）していた。
- 『プロジェクトX〜挑戦者たち〜』の主題歌「地上の星」を担当していた中島みゆきにも出演打診が行われていたが、本人が「（本紅白に）興味はあるがふっ切れない」として辞退した[32][33]。ただし、翌年の第53回に同曲を持っての初出場が実現している。
- この年恒例のカウントダウンコンサートを開催しなかった桑田佳祐に対し、番組側は出場並びにいずれもこの年のヒット曲である「波乗りジョニー」と「白い恋人達」のメドレー歌唱を粘りの交渉で要請したが辞退される。その他、倉木麻衣や井上陽水も辞退した[34][33]。
- 宇多田ヒカルはレコーディング活動を行うため辞退。B'zも辞退した。矢井田瞳や平井堅も他の活動があるためNHKは出演交渉を断念している[33]。
- 実際の出場歌手以外に、『スポーツ報知』は島谷ひとみ、Do As Infinity、hiro、w-inds.、スガシカオ、三木道三の初出場が有力と報じた。同じく初出場が有力と報じられた木村弓は紅組歌手としてではなく、コーナーゲストとして出演した[35]。
- この年デビュー10周年を迎え、前回までデビューから10年連続出場中だったSMAPはメンバーの稲垣吾郎の不祥事により出場を辞退した[36]（翌年の第53回は2年ぶり11回目の復帰出場を果たしている）。稲垣の紅白出演に関して、当時のNHK会長・海老沢勝二は「個人的には問題ないのでは」という見解を示していた[37]。またSMAPが辞退したため、ジャニーズ事務所からの出場はTOKIOのみとなった。

### その他
- 16年連続出場（初出場以来）の吉幾三、14年連続出場（初出場以来）の坂本冬美、12年連続出場（初出場以来）の伍代夏子、9年連続出場（通算10回出場）の由紀さおり・安田祥子、8年連続出場（通算22回出場）の郷ひろみ、5年連続出場（それぞれ初出場以来、通算18回出場）のMAX、西城秀樹、3年連続出場（それぞれ通算23回、15回、16回出場）の八代亜紀、松田聖子、加山雄三は翌2002年（平成14年）・第53回は不出場という形になり、今回で連続出場がストップした。第54回（2003年）で復帰した坂本、第57回（2006年（平成18年））で復帰した伍代、第61回（2010年（平成22年））で復帰した郷、同じく第61回で1回限りながら復活した加山、第62回（2011年（平成23年））および第64回（2013年（平成23年））以降で復帰した聖子、第63回（2012年（平成24年））で1回限りながら復帰した由紀（第43回（1992年（平成4年））以来のソロとしての出場）を除き再出場には至っておらず、西城と八代については再出場がないまま死去(西城が2018年5月16日、八代が2023年12月30日)したため、この紅白が生涯最後の出場となった。

## ゲスト出演者
- ミニモニ。:「Kids Dream」。
- ハム太郎（声:間宮くるみ）、リボンちゃん、まいどくん：『とっとこハム太郎』のキャラクター。同上。
- ミニハムず：この年の12月に公開された映画『とっとこハム太郎 ハムハムランド大冒険』のキャラクター[38]。同上。
- Mr.マリック：同上。
- 木村弓：同上。
- 湯婆婆、カオナシ、おしらさま：映画『千と千尋の神隠し』のキャラクター。同上。
- トトロ：映画『となりのトトロ』のキャラクター同上。
- ラッキー・レッグス：河村隆一のバックダンサー。
- 中澤裕子：中村美律子およびモーニング娘。の曲紹介。
- キャイ〜ン：伍代夏子の曲紹介および「ワールドカップウェルカムショー!」。
- 爆笑問題：この年の『笑いがいちばん』の司会者。Gacktの曲紹介。
- コロッケ：小林幸子の曲紹介および「紅白対抗!少年少女聖歌隊」。
- ゴーヤマン：『ちゅらさん』に登場したキャラクター。Kiroroの曲紹介。
- ガレッジセール：同じく『ちゅらさん』の古波蔵恵尚（ゴリ）と島袋正一（川田広樹）役。同上。
- ビートたけし：氷川きよしの曲紹介。
- 上村健一：（サンフレッチェ広島ディフェンダー）：「ワールドカップウェルカムショー!」。
- 福田健二：（FC東京フォワード）：同上。
- 南雄太（柏レイソルゴールキーパー）：同上。
- パク・チソン（京都パープルサンガフォワード）：同上。
- 内山理名：森進一の曲紹介。
- 平幹二朗：森進一の曲中。
- 高橋惠子：同上。

### 演奏ゲスト
- 川井郁子：布施明のヴァイオリン伴奏。
- 原田真二：松田聖子のピアノ伴奏。
- たかしまあきひこ：「紅白対抗!少年少女聖歌隊」で電子オルガン伴奏。
- 塚田佳男：由紀さおり・安田祥子のピアノ伴奏。
- 宮川泰：エンディング「蛍の光」で指揮担当。

## 関連番組
思い出の紅白歌合戦
放送：BS2 2001年12月25日 15:15 - 17:56、12月26日 15:15 - 18:00
25日は第14回（1963年）を、26日は第28回（1977年）を再放送した。
あなたが選ぶ思い出の紅白・感動の紅白
放送：BS2 2001年12月29日 17:00 - 18:59
司会：水前寺清子、コロッケ、高山哲哉、黒崎めぐみ
出演：吉幾三、堀内孝雄、布施明、モーニング娘。 ほか